# Buxus microphylla
Buxus microphylla är en buxbomsväxtart som beskrevs av Sieb. och Zucc. Buxus microphylla ingår i släktet buxbomar, och familjen buxbomsväxter.

## Underarter
Arten delas in i följande underarter:
- B. m. pubescens
- B. m. japonica
- B. m. kitashimae
- B. m. riparia
- B. m. tarokoensis

## Bildgalleri

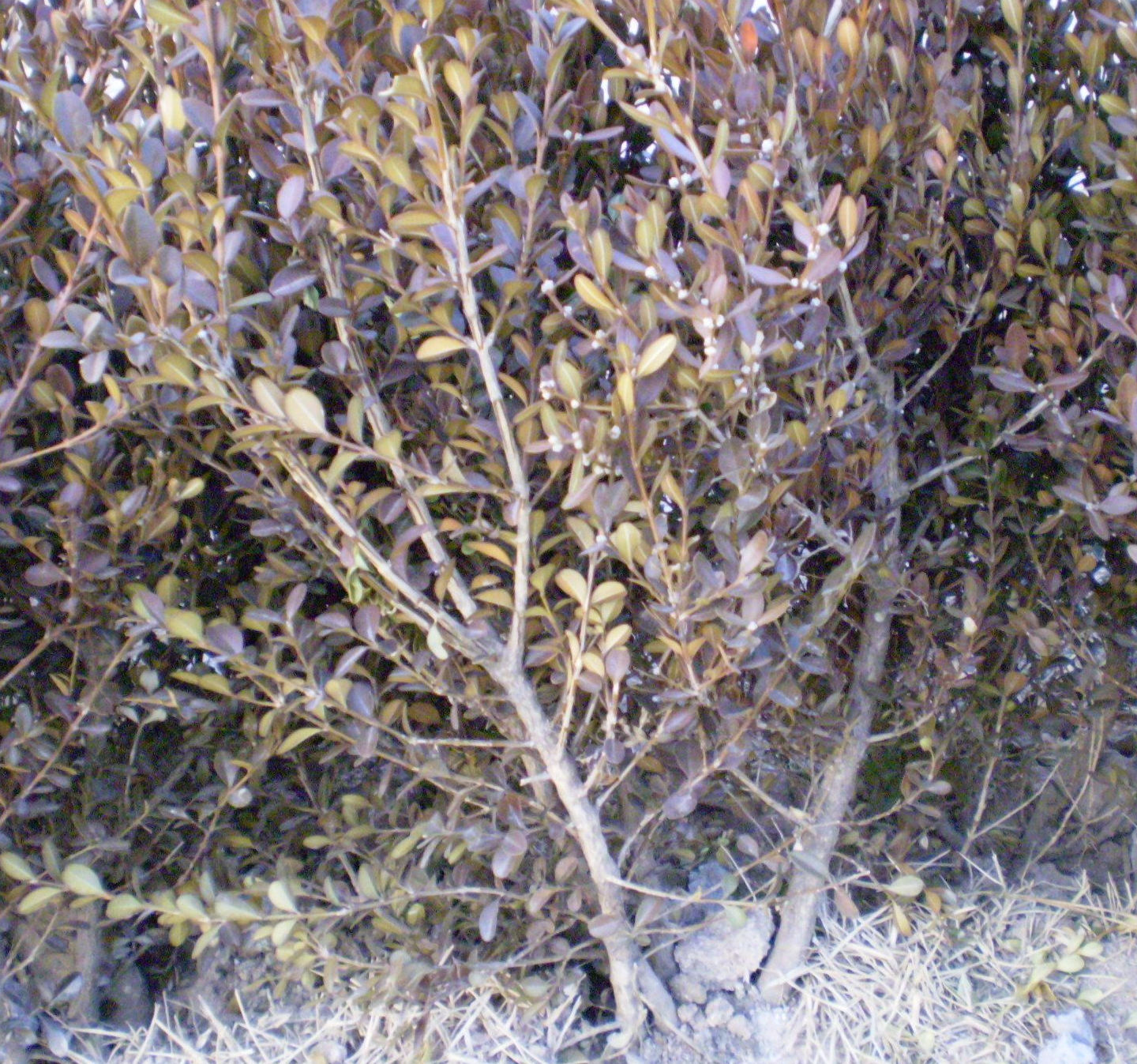
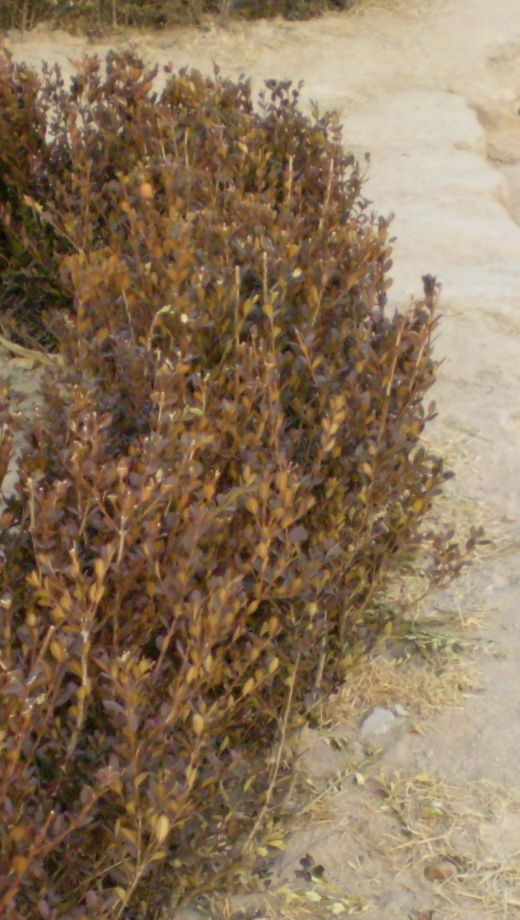
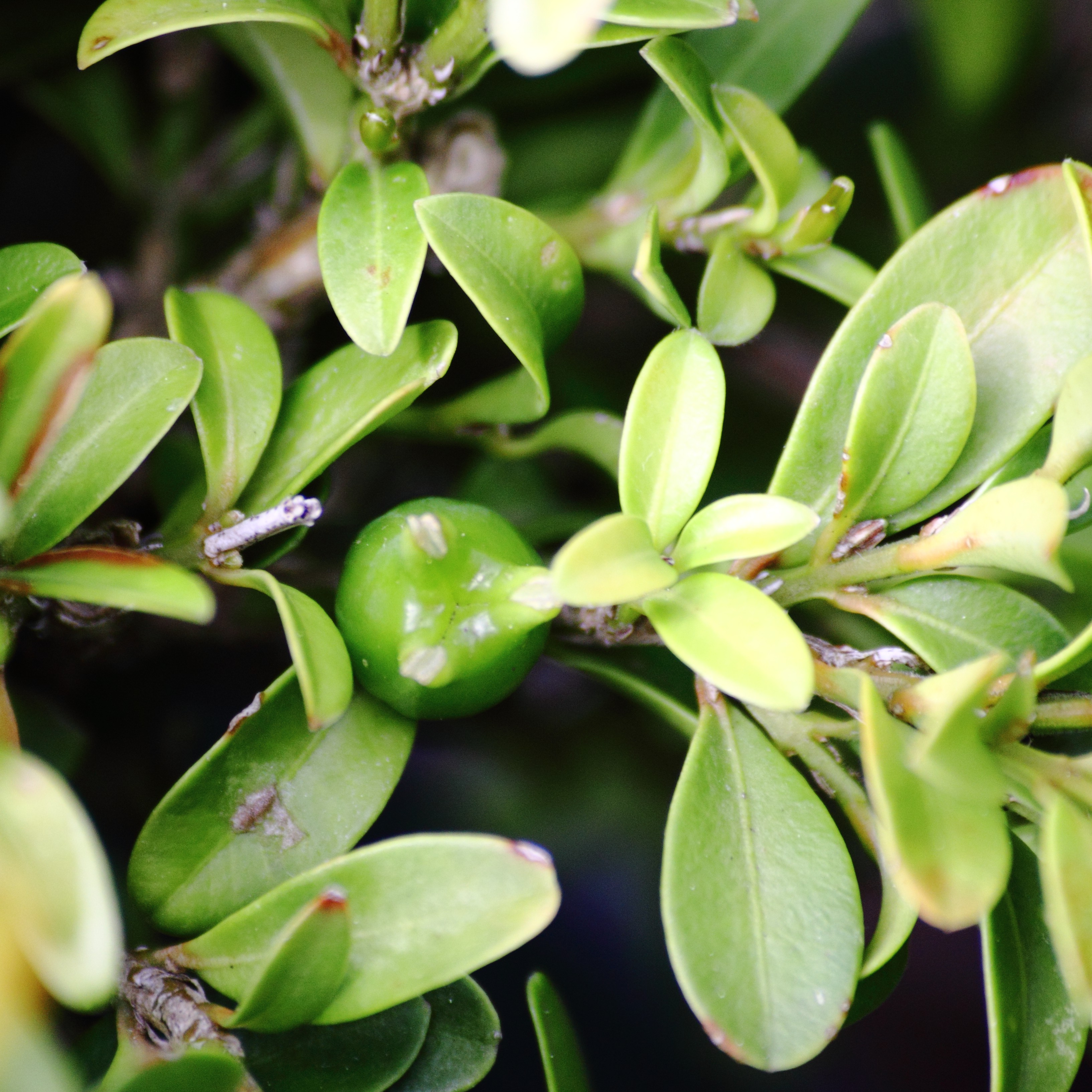
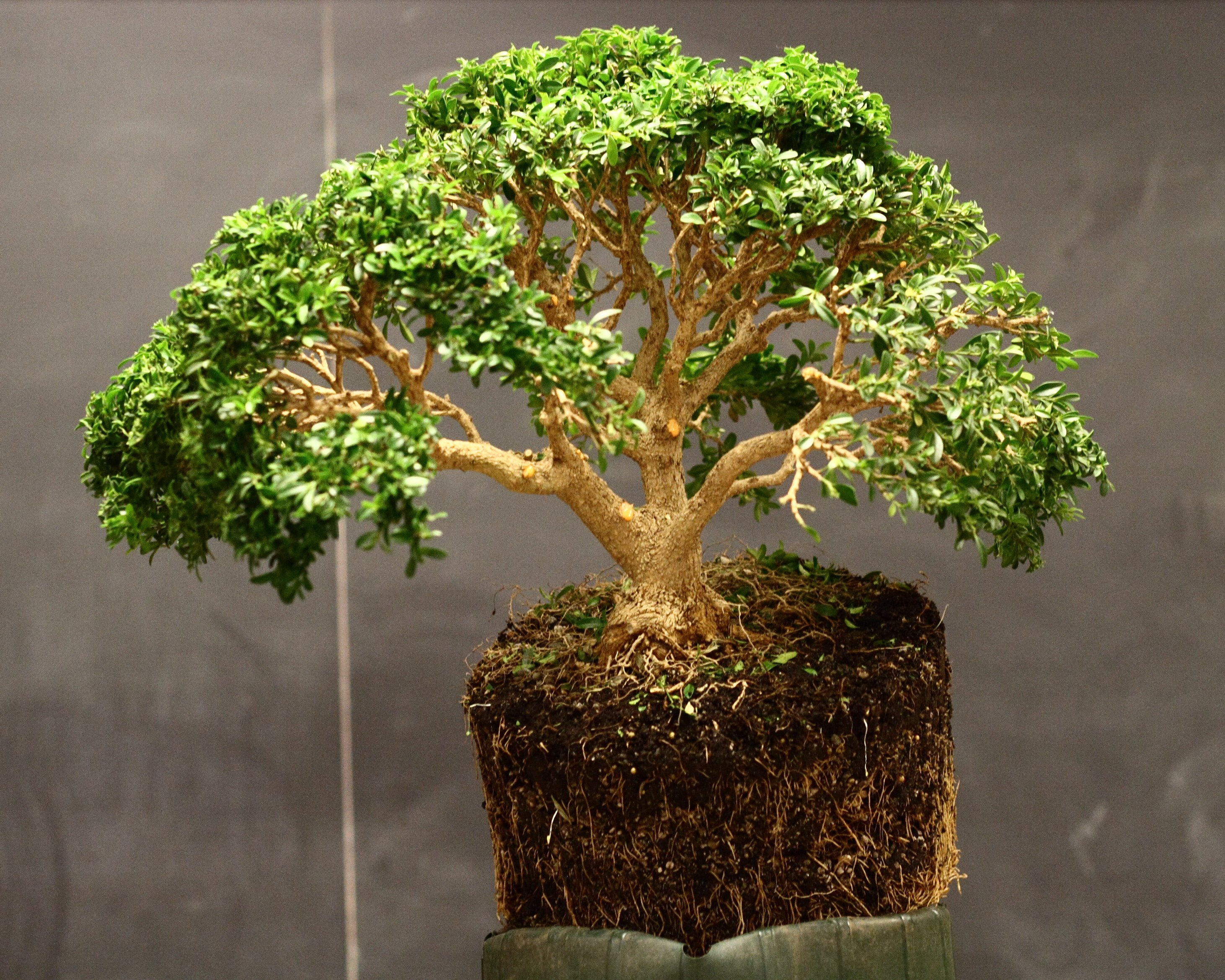